# Nyctemera mesolychna
Nyctemera mesolychna är en fjärilsart som beskrevs av Edward Meyrick 1889. Nyctemera mesolychna ingår i släktet Nyctemera och familjen björnspinnare. Inga underarter finns listade i Catalogue of Life.